# Evans Bradshaw
Evans Bradshaw junior (* im April 1933 in Memphis (Tennessee); † 17. November 1978 ebendort) war ein US-amerikanischer Jazzpianist.

## Leben und Wirken
Bradshaws Vater Evans Bradshaw senior (1912–1978) war Saxophonist und Bandleader in Memphis.  Er begann bereits im Kindesalter professionell aufzutreten, nachdem er mit neun Jahren das Klavierspiel gelernt hatte. Drei Jahre später trat er in der Band seines Vaters auf. Bradshaw, der ein Jugendfreund von Phineas Newborn war, spielte 1952 in Memphis (u. a. mit Frank Strozier) für Sun Records in der Begleitband des Sängers Erskine McLellan; eine weitere Sun-Session fanden in diesem Jahr mit Raymond Hill und Houston Stokes statt. 1953 zog er nach Flint (Michigan), wo er einen Job in der Automobilindustrie fand. Daneben trat er mit einem eigenen Trio auf.
Im Juni 1958 nahm Bradshaw für Riverside Records in Triobesetzung mit Jamil Nasser und Philly Joe Jones  in New York sein Debütalbum auf (Look Out for Evans Bradshaw), mit einer Eigenkomposition und Standards wie „Georgia on My Mind“, „Love for Sale“ und „Old Devil Moon“. Anfang 1959 folgte noch eine zweite Produktion für Riverside, Pieces of Eighty-eight, mit Alvin Jackson (Bass) und Richard Allen (Schlagzeug). Im Bereich des Jazz war er zwischen 1952 und 1959 an fünf Aufnahmesessions beteiligt. In den folgenden Jahren trat er noch mit seinem Trio im New Yorker Village Vanguard und auf dem Detroit Jazz Festival auf; es entstanden jedoch keine weiteren Aufnahmen.